# Lucjusz Memmiusz (senator)
Lucius Memmius – senator, który w 112 p.n.e. odwiedził Aleksandrię oraz Fajum w Egipcie i został gościnnie przyjęty przez Kleopatrę III.
Lucjusz Memmiusz jako senator udał się do Aleksandrii wiosną 112 p.n.e. z prywatną wizytą i został bardzo gościnnie przyjęty oraz zakwaterowany na koszt publiczny przez dwór Kleopatry III. Urzędnicy dworscy otrzymali instrukcje przed przybyciem Lucjusza Memmiusza do Fajum, aby zapewnili rzymskiemu gościowi kwatery królewskie, przygotowali dla niego dary oraz zadbali o rozrywki, takie jak karmienie krokodyli (w tym zwyczajowe ofiary dla Petesuchosa), czy zwiedzanie Labiryntu (pałac Amenemhata III w Hawarze będący królewską świątynią grobową). Być może wizyta miała związek z planowaną interwencją w Numidii i związaną z tym potrzebą rozeznania się w sytuacji w Afryce, a Memmiusz zaś odgrywał rolę nieoficjalnego obserwatora.